# 劇団fool
劇団fool は日本の劇団。

## 概要
2007旗揚げ。活動拠点・東京。代表　溝口優が2次元と3次元の中間、「2.5次元」をテーマにした作品を世に送り出している劇団。『アニメーション活劇』と銘打ち最近では、プロジェクターやプロジェクションマッピングなどを活用してのダンスパフォーマンスや殺陣やアクションで毎回オリジナル作品を創作し、過去には高橋いさを脚本の「極楽トンボの終わらない明日」や演劇集団キャラメルボックスの「TRUTH]を上演。9年間で14作品上演し、第10回記念公演「夢〜最炎〜」では観客動員数約1500名を記録。
劇団創立は代々木アニメーション学院に在学中であり、本当の初期メンバーは溝口優と星広行である（夢～最炎～公演パンフレットより）
ドラマティック・カンパニー×激富GEKITONG合同公演「法螺」にアンサンブルとして一部メンバーが参加。

## 所属役者
- 溝口優（作・演出）
- 二葉泰亮
- 星広行
- 宇佐美裕志
- 森智子
- 山口知里
- 佐京充
- 村上俊哉
- 宮藤あずさ
- 中村真由香
- 竹井沙紀
- 山田盛生
- 矢島遼大
- 関根和昌（制作）

## 公演舞台
- 第1回公演「夢」 2008年5月3日-5月4日
- 第2回公演「天」 2008年12月13日-12月14日
- 第3回公演「心」 2009年8月22日-8月23日
- 第4回公演「理」 2010年9月10日-9月12日
- 第5回公演「絆」 2011年3月4日-3月6日
- 第6回公演「願」 2011年12月1日-12月4日
- 番外公演「TRUTH」 2012年6月16日-6月17日
- 第7回公演「希」 2012年11月15日-11月18日
- 第8回公演「心〜祭演〜」 2013年5月31日-6月2日
- 第9回公演「言〜コトノハ〜」 2013年11月28日-12月1日
- 5S公演「時・間」 2014年5月26日-6月1日
- 番外公演「極楽トンボの終わらない明日」 2014年11月13日-11月16日
- 第10回公演「夢〜最炎〜」 2015年6月4日-6月7日
- 第11回公演「魂」 2015年11月13日-11月16日
- 第12回公演「闇・光」2016年6月8日-6月12日
- 第13回公演「華」prologue１「絆-彩演-」2016年11月26日-11月29日
- 第13回公演「華」prologue２「言-彩演-」2017年2月17日-2月19日
- 第13回公演「華-HANA-」2017年6月7日-11日
- 劇団fool×ネコ脱出　コラボ公演「おろかものニャー！！」2017年10月11日-10月15日
- 劇団fool 10th anniversary「夢 戦華-YUME SENKA-」
- fool×Creative Company Colors VS公演「天-COLORS×JOKER-」
- 劇団fool 10th anniversary Last Stage「縁-ENISHI-」2018年10月18日-10月21日
- 「愛-AI-」 2019年2月21日-2月24日
- 「妖-AYAKASHI-」2019年6月20日-6月23日